# Elektrische Straßenbahn des Landkreises Dortmund
Die Elektrische Straßenbahn des Landkreises Dortmund war ein Straßenbahnbetrieb des ehemaligen, heute größtenteils zu Dortmund gehörenden Landkreises Dortmund.
Am 16. August 1900 hatte der Landkreis mit der Allgemeinen Lokal- und Straßenbahn-Gesellschaft (ALSAG), die zu dieser Zeit (bis 31. März 1906) die Straßenbahn in der Stadt Dortmund betrieb, einen Vertrag über die Planung, den Bau und den Betrieb eines normalspurigen Straßenbahnnetzes im Gesamtgebiet des Landkreises abgeschlossen. Da es dem Kreis aber nicht gelang, die einzelnen betroffenen Gemeinden zur Einräumung von Benutzungsrechten auf ihren Gemeindewegen und zum Beitritt zum Vertrag zu bewegen und auch die königliche Bahndirektion Essen keine niveaugleichen Bahnübergänge genehmigen wollte, wurde der Vertrag von der ALSAG im März 1902 wegen Unerfüllbarkeit gekündigt. Stattdessen schloss der Kreis am 27. November 1903 einen ähnlichen Vertrag mit der Allgemeinen Elektricitäts-Gesellschaft (AEG) ab. Am 31. Dezember 1907 kündigte der Landkreis diesen Pachtvertrag mit der AEG und betrieb die Bahnen fortan in Eigenregie. Ab dem 1. Januar 1908 liefen die Bahnen auch offiziell unter dem Namen Elektrische Straßenbahnen des Landkreises Dortmund.
Als auf Betreiben der Stadt der größte Teil des Landkreises zur Stadt Dortmund eingemeindet werden sollte (so zum Beispiel Huckarde und Dorstfeld 1914), forderte der Kreis als Bedingung, dass seine Bahnen zusammen mit den städtischen Bahnen betrieben werden sollten. Am 30. Juni 1914 wurde die Dortmunder Straßenbahn GmbH gegründet, und ab dem 1. Juli wurde zunächst ein gemeinsamer Fuhrbetrieb aufgenommen. Die Vereinigung der beiden Betriebe erfolgte aber erst im Jahr 1928 im Zuge einer großen Gebietsneuordnung und der Auflösung des Landkreises Dortmund.
Die geplanten Linien schlossen zum größten Teil an das vorhandene städtische Netz in Dortmund an.

## Geschichte der Strecken
Für die elektrischen Straßenbahnen des Landkreises Dortmund wurden folgende Strecken eingeweiht:
| Eröffnungsdatum    | Strecke                                                                          |
| 14. Dezember 1904. | Fredenbaum – Minister Stein – Brechten – Brambauer                               |
| 12. Januar 1905.   | Minister Stein – Schulte Rödding – Derne – Lünen Markt                           |
| 25. August 1906.   | Cörne – Wickede                                                                  |
| 26. November 1906. | Wickede – Massen – Unna                                                          |
| 16. April 1907     | Rauxel Bhf. – Castrop (Stadtmitte) – Rittergut Haus Goldschmieding im Amt Rauxel |
| 22. Juni 1907      | Haus Goldschmieding – Zeche Graf Schwerin (Amt Rauxel)                           |

Da die nördlichen, östlichen und nordwestlichen Liniengruppen nur über das Netz von anderen Unternehmen miteinander verbunden waren, gab es auch drei Betriebshöfe. In den folgenden Jahren wurden (ebenfalls in Etappen) weitere Strecken eröffnet:
| Eröffnungsdatum   | Strecke                                                              |
| 17. Juli 1908     | Westfalenburg (Dortmunder Stadtgrenze) – Schulte Rödding (Obereving) |
| 15. November 1910 | Rauxel Bhf – Habinghorst                                             |
| 1. Februar 1911   | Habinghorst – Ickern (Gemeindegasthaus)                              |
| 1. Februar 1911   | Dorstfeld – Marten – Lütgendortmund Bhf und Marten Dorf – Marten Bhf |
| 31. Juli 1911     | Marten Bhf – Schwerin                                                |
| 1. Januar 1912    | Habinghorst – Henrichenburg                                          |
| 1. Januar 1912    | Ickern (Gemeindegasthaus) – Zeche Ickern I/II                        |

Auch diese hatten keinen Anschluss zum restlichen Netz der Bahnen des Landkreises.
In der Zeit der gemeinsamen Betriebsführung mit der städtischen Dortmunder Straßenbahn GmbH (1914–192–8) wurden im Landkreis Dortmund schließlich noch mit größerem zeitlichem Abstand in drei Etappen die Strecke nach Huckarde und Mengede sowie eine Verlängerung von Lünen Markt nach Lünen Hbf. eröffnet:
| Eröffnungsdatum  | Strecke                                              |
| 15. April 1916   | Dortmund Hafen West (Westfaliastraße) – Hafenbahnhof |
| 5. August 1916   | Hafenbahnhof – Huckarde Abzweig – Huckarde Dorf      |
| 2. Dezember 1923 | Huckarde Abzweig – Obernette – Westerfilde – Mengede |
| 1925             | Lünen Markt – Lünen Hauptbahnhof                     |

Mit Ausnahme der Teilstrecke Wickede – Unna lagen alle diese Strecken bei ihrer Eröffnung komplett im damaligen Landkreis Dortmund. Bei der Auflösung des Landkreises 1928 fielen (anders als der Rest des Landkreises) die Gebiete der heutigen Stadt Castrop-Rauxel (mit Henrichenburg, Ickern, Habinghorst, Rauxel, Castrop, Merklinde und Schwerin) und Lünen (mit Brambauer) nicht an die vergrößerte Stadt Dortmund. Da damals (wie heute) Straßenbahnen in der Regel nicht ohne Subventionen betrieben werden konnten, hatte die Stadt Dortmund als Subventionsgeber nur noch wenig Interesse am Weiterbetrieb der Strecken außerhalb des eigenen Stadtgebiets. Die meisten Stilllegungen erfolgten aber erst nach dem Zweiten Weltkrieg:
| Datum Stilllegung | Strecke                                                |
| 1914              | Zeche Minister Stein – Kemminghausen – Schulte Rödding |
| 1916              | Unna Markt – Unna Schützenhof                          |
| 1923              | Huckarde Dorf – Huckarde Abzweig                       |
| 31. Dezember 1936 | Derne Stadtgrenze (Autobahn) – Lünen                   |
| 1958              | Mengede Dönnstraße / Mengeder Straße – Mengede Markt   |
| 1. Juli 1958      | Habinghorst – Henrichenburg                            |
| 1. Mai 1960       | Habinghorst – Ickern                                   |
| 31. Dezember 1960 | Castrop – Habinghorst                                  |
| 1. Juli 1962      | Castrop – Kirchlinde                                   |
| 1. Dezember 1963  | Marten – Kirchlinde                                    |
| 1. Dezember 1963  | Marten – Bhf. Lütgendortmund (heute Bf. Germania)      |
| 31. Juli 1965     | Wickede – Massen – Unna                                |

## Anschluss an Strecken benachbarter Betriebe
Das Streckennetz der Elektrischen Straßenbahn des Landkreises Dortmund berührte an vielen Stellen die Strecken und Netze benachbarter Betriebe, in erster Linie
- am Fredenbaum,
- in Körne,
- in Dorstfeld (Emscherbrücke),
- an der Westfalenburg sowie
- am Hafen mit dem Dortmunder Stadtnetz, daneben
- in Asseln mit der am 27. Mai 1902 eröffneten Linie der Hörder Kreisbahn nach Aplerbeck und Berghofen (Schwerter Wald),
- in Henrichenburg ab 1913 / 1914 mit einer Linie der Vestischen Straßenbahnen zum Bahnhof Suderwich und weiter nach Recklinghausen (seit 7. April 1909) und in der Gegenrichtung dieser Linie ebenfalls ab 1913 / 1914 über den Bahnhof Datteln in Meckinghoven nach Datteln,
- in Castrop mit der 1910 bis Castrop eröffneten Linie der Straßenbahn Herne-Castrop-Rauxel nach Herne,
- ebenfalls in Castrop mit der am 25. August 1901 eröffneten Strecke der Märkischen Straßenbahn von Castrop über Lütgendortmund, Langendreer und Witten nach Bommern (bis Anfang 1912, danach kurzzeitig Straßenbahn Bochum-Castrop, ab dem 15. Mai 1912 Westfälische Straßenbahn, ab dem 21. Oktober 1937 Bochum-Gelsenkirchener Straßenbahnen / BOGESTRA), sowie
- in Castrop mit der am 27. Mai 1902 eröffneten Linie der Bochum-Castroper Straßenbahn von Castrop nach Bochum (ab dem 15. Mai 1912 Westfälische Straßenbahn, ab dem 21. Oktober 1937 BOGESTRA),
- am Bahnhof Lütgendortmund (heute Germania) mit der am 12. August 1900 eröffneten Strecke der Märkischen Straßenbahn über Werne Amtshaus nach Langendreer Süd sowie der am 27. Mai 1902 eröffneten Strecke der Bochum-Castroper Straßenbahn über Kirchharpen nach Bochum (ab dem 21. Oktober 1937 BOGESTRA),
- in Brambauer mit der am 11. Juli 1925 bis Brambauer eröffneten Strecke der Vestischen Straßenbahn über Waltrop nach Meckinghoven (am ehem. Bahnhof Datteln der Hamm-Osterfelder Bahn),
- in Unna mit der Strecke der Kleinbahn Unna–Kamen–Werne (U.K.W.) über Kamen nach Werne Markt.

## Streckenführung

### Strecke Fredenbaum – Zeche Minister Stein – Brechten – Brambauer
Streckenbeginn am Fredenbaum (im Anschluss an die ursprünglich als Pferdebahn betriebene erste Dortmunder Straßenbahnstrecke vom Steinplatz durch die Münsterstraße zum Fredenbaum), weiter durch die Evinger Straße – (Kreuzungen Hafenbahn und Güterumgehungsbahn) – Zeche Minister Stein (Abzweig der Strecke Eving – Schulte Rödding – Altenderne – Lünen) – Evinger Straße – Brechten – Brambauerstraße – Brechtener Straße – Endhaltestelle Brambauer als Umsetzhaltestelle in der Brechtener Straße (ab dem 11. Juli 1925 Anschluss an eine Meterspur-Strecke der Vestischen Straßenbahn über Waltrop nach Meckinghoven / Datteln Bhf).

### Strecke Eving / Zeche Minister Stein – Kemminghausen – Schulte-Rödding – Kirchderne – Altenderne – Lünen Markt – Lünen Hbf
Streckenbeginn in Eving Minister Stein (Abzweigung von der Strecke Fredenbaum – Eving Minister Stein – Brechten – Brambauer), weiter Deutsche Straße – Preußische Straße – Bayrische Straße – Schulte Rödding (hier später Abzweig der Strecke von Westfalenburg) – Derner Straße – Altenderner Straße – Gahmener Straße – Bahnstraße – Jägerstraße – Bebelstraße – Kurt-Schumacher-Straße – Lange Straße – Markt Lünen – später Lünen Hbf (soweit abweichend, heutige Straßennamen).

### Strecke Westfalenburg – Schulte Rödding
Streckenbeginn an der Westfalenburg in Obereving, unweit der Grenze zwischen Stadt und Landkreis Dortmund, mit Anschluss an die ein Jahr zuvor (1907) eröffnete städtische Straßenbahnstrecke Reinoldikirche – Bornstraße – Westfalenburg. Weiter über die Derner Str. nach Schulte Rödding, mit Anschluss an die Strecke Eving Minister Stein – Lünen. Zwischen der heutigen Bahnüberführung bei der Westfalenburg und Schulte Rödding war die damalige Derner Straße und auf ihr die Straßenbahnstrecke bei Weitem nicht so geradlinig trassiert wie heute, sondern wies zahlreiche Kurven und abknickende Straßenverläufe auf. Ungefährer Verlauf (heutige Straßennamen): Abzweig Derner Straße / „An der Westfalenburg“ – „An der Westfalenburg“ bis zur erneuten Einmündung in die Derner Straße – Derner Straße über die Kreuzungen von „An den Teichen“, Oberevinger Straße, Bauernkamp und Dornstraße – Dornstraße – Innsbrucker Straße – Bayrische Straße – Schulte Rödding.

### Strecke Körne – Wambel – Brackel – Asseln – Wickede – Massen – Unna
Beginn in Körne (Anschluss an die städtische Straßenbahn), über Körner Hellweg – Wambeler Hellweg – Brackeler Hellweg – Asselner Hellweg – Einmündung Aplerbecker Straße (hier Umstieg in die schon am 27. Mai 1902 eröffnete Strecke der Hörder Kreisbahn über Aplerbeck nach Berghofen Schwerter Wald möglich) – Asselner Hellweg – Wickeder Hellweg – (Bahnübergang über die Strecke Dortmund Süd – Unna-Königsborn) – Altwickeder Hellweg – Massener Hellweg – Hansastraße – Hochstraße – Mühlenstraße – Massener Straße – Unna Markt – Bahnhofstraße – Bhf Unna, von 1912 bis 1916 abweichend von Unna Markt durch die Wasserstraße bis zum Schützenhof an der Iserlohner Straße, von 1916 bis 1923 nur bis Unna Markt, ab 1923 wieder durch die Bahnhofstraße bis zum Bahnhof (ab dem 1. August 1909 bestand am Bf Unna (von 1912 bis 1923 am Marktplatz Unna) Anschluss zur Strecke Unna–Kamen der U.K.W., ab 14. Dezember 1911 bis Werne Markt) (soweit abweichend, heutige Straßennamen).

### Strecke Dorstfeld – Marten – Kirchlinde – Schwerin – Castrop – Habinghorst – Ickern
Beginn an der Dorstfelder Emscherbrücke (Anschluss an die städtische Straßenbahn) – Dorstfelder Hellweg – damaliger Bahnhof Dorstfeld (neben der heutigen Haltestelle Betriebshof) – Heyden-Rynsch-Straße – Martener Straße – Kreuzung Martener Straße / Bärenbruch (Abzweig nach Lütgendortmund Bhf) – Bärenbruch – Kirchlinde – Frohlinder Straße – Stadtgrenze Castrop-Rauxel – Dortmunder Straße durch Frohlinde und Schwerin, Bahnübergang Emschertalbahn – Dortmunder Straße – Biesenkamp – Castrop Münsterplatz – Obere Münsterstraße – Altstadtring – Bahnhofstraße – Wartburgstraße – Lange Straße – Kreuzung Lange Straße / Henrichenburger Straße (Haltestelle Habinghorst, Abzweig nach Henrichenburg) – Lange Straße – Recklinghauser Straße (kurzer Abschnitt) – Ickerner Straße – Vinckestraße – Emscherstraße – Uferstraße (kurzer Abschnitt, früher Hombrink) – Leveringhauser Straße – Endhaltestelle auf Höhe Zechenstraße (soweit abweichend, heutige Straßennamen).

### Zweigstrecke Habinghorst – Henrichenburg
Abzweig an der Haltestelle Habinghorst (Kreuzung Lange Straße / Habinghorster Straße / Henrichenburger Straße) von der Strecke Dorstfeld – Ickern, von dort über Henrichenburger Straße nach Henrichenburg (im Ortszentrum Ecke Freiheitstraße / Hebewerkstraße Anschluss an eine am 7. April 1909 eröffnete Meterspur-Strecke der Vestischen Straßenbahn nach Recklinghausen über Suderwich Bhf und in der Gegenrichtung nach Datteln).

### Zweigstrecke Marten – Lütgendortmund Bhf
Abzweig in Marten an der Kreuzung Martener Straße / Bärenbruch von der Strecke Dorstfeld – Ickern, dann über Martener Straße – Steinhammer Straße zur Einmündung in den Lütgendortmunder Hellweg. Nach Überquerung der Einmündung geradeaus auf den damaligen Bahnhofsvorplatz mit der Endhaltestelle vor dem ehemaligen Empfangsgebäude. Dort lag schon ab dem 12. August 1900 die Endhaltestelle der Meterspur-Strecke von Langendreer Bf Süd über Werne Amtshaus und Lütgendortmund Markt der Märkischen Straßenbahn (später Straßenbahn Bochum-Castrop, Westfälische Straßenbahn und BOGESTRA) sowie ab dem 27. Mai 1902 die Endhaltestelle der ebenfalls meterspurigen Strecke von Bochum über Kirchharpen und Lütgendortmund Markt der Bochum-Castroper Straßenbahn (später Westfälische Straßenbahn und BOGESTRA).

### Strecke Hafen – Huckarde – Obernette – Mengede
Streckenbeginn am Endpunkt Hafen der Stadtstrecke (Mallinckrodtstraße), weiter über Westfaliastraße – Hafenbahnhof – Franziusstraße (S-förmige, als Fleischerhaken bezeichnete Führung mit Überführung des Verschiebebahnhofs und Unterführungen der Köln-Mindener Strecke und der Werksbahn Union – Hansa) – Huckarder Straße (Huckarde Abzweig zur temporären Endhaltestelle Huckarde Dorf) – Hülshof – auf besonderem Bahnkörper über damals freies Feld (heute Kreuzung von Huckarder Allee, Junkerstraße, Parsevalstraße, Mailoh und Buschstraße) – heutiger höhengleicher Bahnübergang über die 1923 auf diesem Abschnitt noch unvollendete Güterumgehungsbahn – Obernette – Kreuzung Westerfilder Straße (und heutige S-Bahn-Strecke S2) – Wenemarstraße – Friedhof Wachteloh – Oestrich – Käthe-Kollwitz-Straße – Dönnstraße – Mengeder Straße. Die ursprüngliche Endstelle lag teils noch in der Dönnstraße, teils (mit dem Ausziehgleis zum Umsetzen) schon in der Mengeder Straße hinter der Einmündung der Dönnstraße und der Mengeder Schulstraße.